# Belbog
Belbog, Belobog ou Bilobog (em português, "Deus Branco") é o deus da bondade, luz ou vida na mitologia eslava. Se opõe ao deus Chernobog que representa a maldade.